# 巴西中央車站
巴西中央車站（葡萄牙語：Estação Central do Brasil，IPA：[sẽˈtɾaw du bɾaˈziw]）是巴西里約熱內盧的一座铁路车站。巴西中央車站啟用於1858年3月29日，為里約熱內盧的重要交通樞紐，除鐵路運輸外，里約熱內盧地鐵1號線和2號線及巴士站均與本站共構。

## 文化
巴西中央車站為1998年巴西知名同名電影《中央車站》的故事背景。

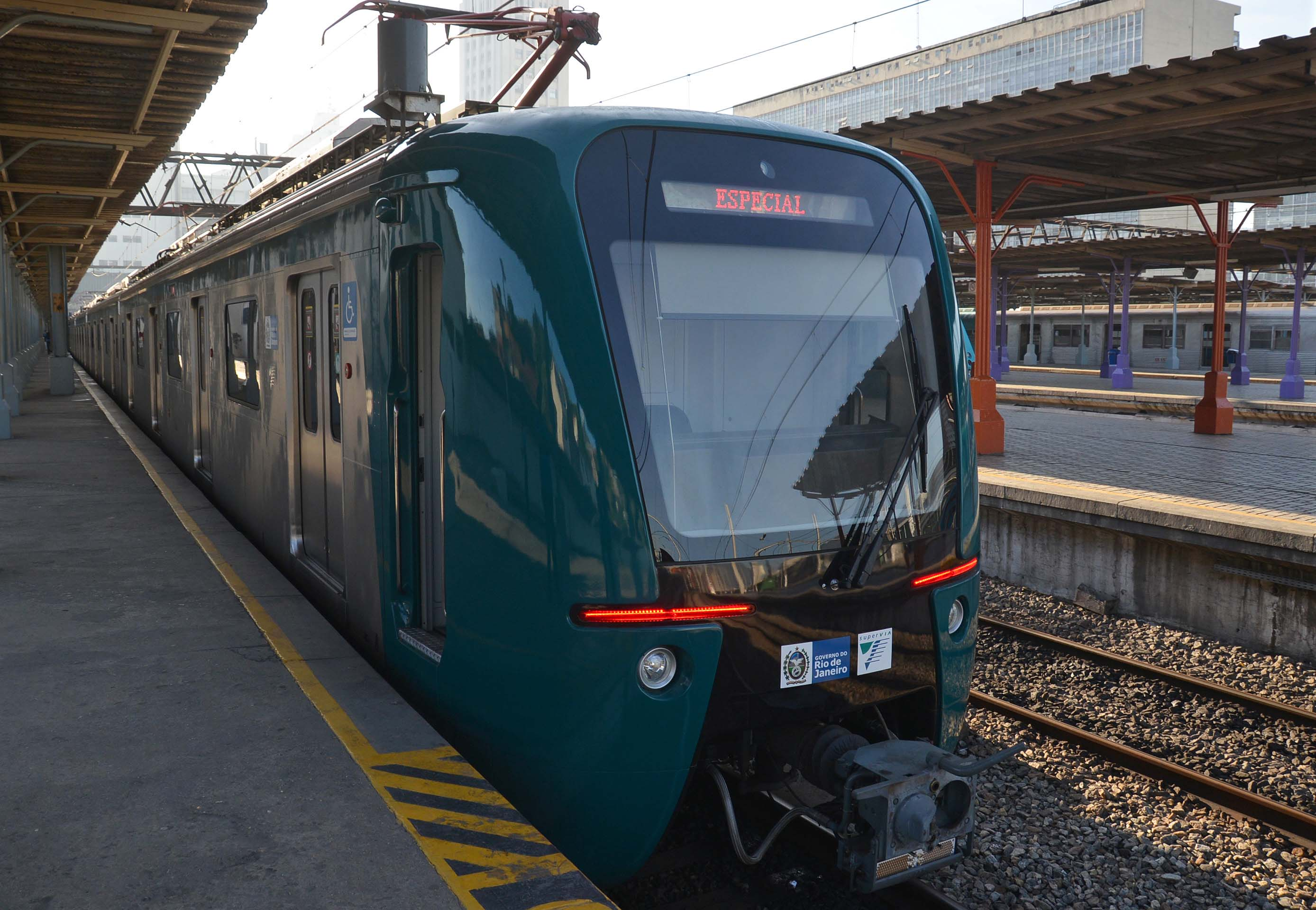
月台
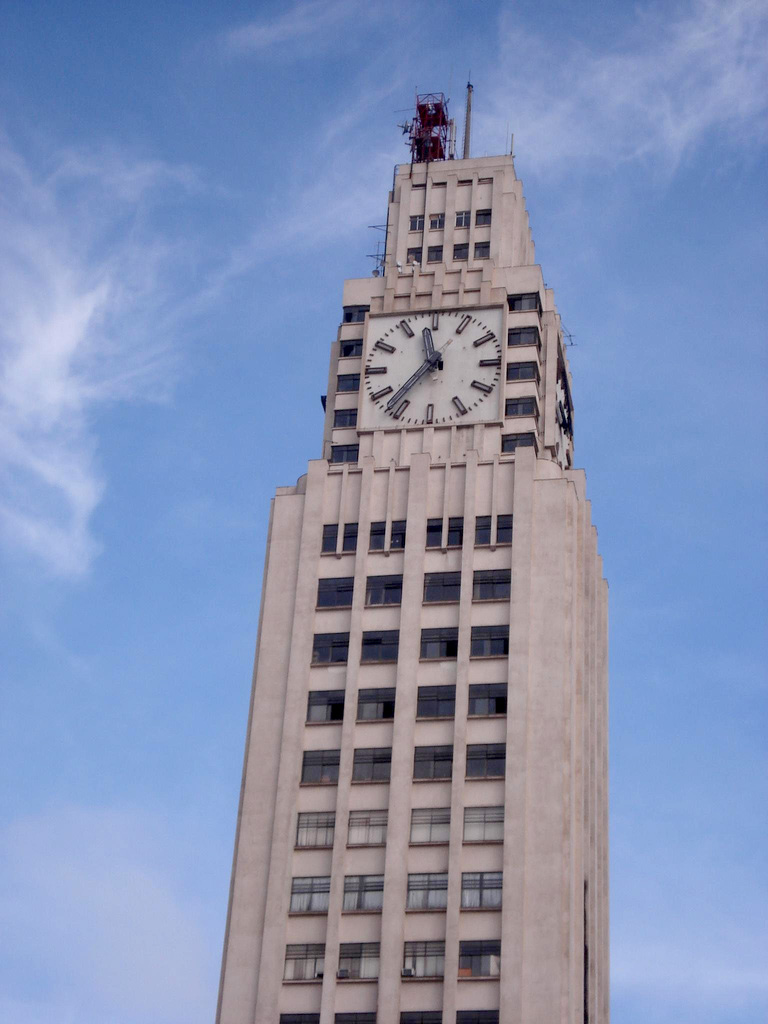
中央車站鐘塔特寫
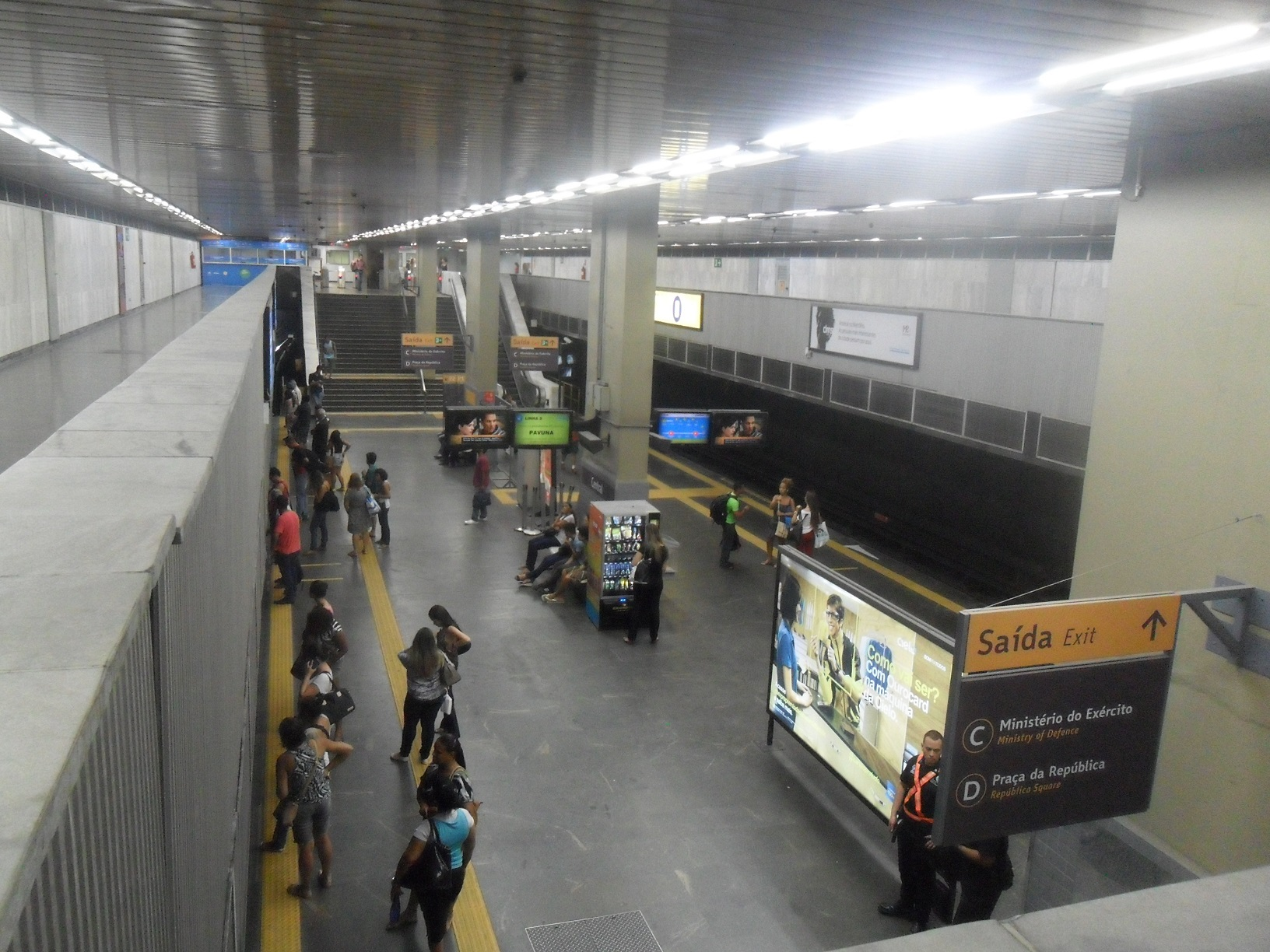
里約熱內盧地鐵中央車站